# Circonscription de Robé
La circonscription de Robé est une des 177 circonscriptions législatives de l'État fédéré Oromia, elle se situe dans la Zone Arsi. Son représentant actuel est Wedneh Chengere Oda.